# 山本さゆり
山本 さゆり（やまもと・さゆり、1953年7月3日 - ）は、日本のラジオDJ、音楽評論家。アイドルのベイ・シティ・ローラーズの大ファンとしても知られる。

## 来歴
東京都江戸川区小岩生まれ。父の山本主計（かずえ）は貿易会社勤務で、のち翻訳家。1967年から1973年までアメリカ合衆国ニューヨーク在住。ニューヨーク市のジョン・ボウン・ハイスクールからニューヨーク市立大学ヨーク校を経て、上智大学国際学部（当時は夜間部）に編入するも中退した。
帰国後、ラジオ関東（後のRFラジオ日本）で放送されていた「アメリカントップ40」の番組を聴いて感銘を受け、当時日本版のディスクジョッキーをしていた音楽評論家の湯川れい子に投書をしたことをきっかけに師事し、同番組アシスタントとなった。この頃から「チャッピー」のあだ名で知られるようになる。
その後、NHK-FM放送の番組「軽音楽をあなたに」など、洋楽・軽音楽番組の司会のほか、洋楽の訳詞や通訳などを手がける。シカゴのヒット曲、「素直になれなくて」の邦題をつけたのは山本である。渋谷陽一との「ニューウェイブ対産業ロック」対談も、今では伝説となっている。音楽の好みとしては、ベイ・シティ・ローラーズなどのアイドルによるポップ・ロック、フォリナー、ボストン、ジャーニー、スティクス、トトなどの、産業ロックを特に愛好している。また、サザン・ロックも山本さゆりの好みの音楽である。しかし、自身が担当するラジオ番組では、それ以外のロックやソウル、ブルースなどをオンエアすることもある。

## 出演番組
- 軽音楽をあなたに（NHK-FM）
- ゴールデンジャズ＆ポップス「ポップス」（NHK-FM、1985年4月7日 - 1988年4月3日）[1]
- ポップスアベニュー（NHK-FM）
- ポップスステーション（NHK-FM）
- American Top 40（ラジオ日本）[1]
- 山本さゆりのミュージック・パーク ラジオ日本・ぎふチャンラジオ　2011年4月-9月：土・日曜日不定期放送、2017年10月-：毎週土曜20:00-21:00

現在（2020年）の放送時間、毎週土曜日20時～21時　放送局はラジオ日本で変わらず
- アメリカンポップスクラブ（FM横浜）[1]